# ويليام وود بورتر
ويليام وود بورتر (بالإنجليزية: William Wood Porter) هو ضابط وقاضي أمريكي، ولد في 8 سبتمبر 1826 في مقاطعة أورانج في الولايات المتحدة، وتوفي في 17 يناير 1907 في سانتا روسا في الولايات المتحدة.